# Tekokota
Tekokota es un atolón de las Tuamotu, en la Polinesia Francesa. Está situado casi en el mismo centro del archipiélago, a 22 km al noreste de Hikueru, y pertenece a la comuna de Hikueru.

## Geografía
Con una superficie total de tan sólo 0,9 km², es uno de los atolones más pequeños del archipiélago. La laguna interior tiene un paso navegable hacia el océano. Está deshabitada, pero es visitada ocasionalmente por la pesca y la recolección de copra. No dispone de infraestructuras.

## Historia
Fue descubierto en 1774 por el inglés James Cook. El año siguiente, José Andía lo llamó Los Mártires, y Domingo Bonaechea, Isla del Peligro.